# Église Saint-Pierre de Beaumontel
Pour les articles homonymes, voir Église Saint-Pierre.
L'église Saint-Pierre est une église catholique située à Beaumontel, en France.

## Localisation
L'église est située dans le département français de l'Eure, sur la commune de Beaumontel.

## Historique
L'édifice est classé au titre des monuments historiques en 1862, puis inscrit en 1978. Elle date des XVe, XVIe et XVIIe siècles.  Le clocher Renaissance de l'église avec sa flèche est classé. Une statue de saint Pierre est posée en 1863.